# エンドレスギャルズ
エンドレスギャルズは、1984年（昭和59年）7月から1990年（平成2年）6月まで、関西テレビで放送された深夜の情報番組『エンドレスナイト』に出演した、一般公募で選ばれた女性レポーターである。任期は半年で、一期あたり8人が出演した。

## 歴代ギャルズ

### 第1期 （1984.7～12）
笠井則江、倉田れい、田中希和、ナンシー・リー、 西本加世子、ハイヒール・モモコ、島田律子、前田典子

### 第2期 （1985.1～6）
中村貴子、中村百江、藤田幸恵、槙野理美、小田武子、 山本咲子、山本聖架、吉内里美

### 第3期 （1985.7～12）
大西敦子、西野麻紀子、四宮真琴、林莉恵、シーナ・ダスワニ、中西みのり、細川順子、松原千明

### 第4期（1986.1～6）
王美華、岡島信子、児島まさる、斉藤絵里、村井利栄子、佐々木恵、信耕和香、堀田麻子

### 第5期（1986.7～12）
上野悦子、大原勝美、中村里花、首藤真沙保、中井紀子、畑中寿美子、藤原悦子、村井亜寿子

### 第6期（1987.1～6）
内川留朋、狩場麻里、北谷和恵、絹田尚子、中村由香里、樋口奈衛、藤井裕子、松本良子

### 第7期（1987.7～12）
阪本小夜子、内田夏代、小田由紀乃、倉本真衣、武内郁子、中野恵、柳川典子、吉田裕子

### 第8期（1988.1～6）
芦辺智子、芦辺優子、阪本裕美子、島崎彩、富井千雅、中西拓子、森田愛子、八尾有里子

### 第9期（1988.7～12）
家村順子、上野里美、木下由美子、清水三奈子、鈴木美帆子、高田尚味、竹崎美夏、三木淑子

### 第10期（1989.1～6）
石橋泰香、竹本美香、西辻英美、二之宮雅美、沼田由樹、八重尾梓、真鍋ゆかり、丸岡泉穂

### 第11期（1989.7～12）
岡村のり子、合田恵子、菅井敦子、高木ゆかり、田中真衣、仲岡妙子、広瀬純子、門野恵子

### 第12期（1990.1～6）
橘高滋世、大條鈴恵、中嶋慶子、長谷川俊子、原口浩美、山口由紀子、山口由美子、吉鷹綾